# 【推しの子】 (実写)
『【推しの子】』（おしのこ）は、原作：赤坂アカ×横槍メンゴによる同名の漫画原作の日本の映像作品で、東映により実写ドラマ化・映画化された。

## 概要
2022年から企画され、2023年初旬から脚本執筆とキャスティングが行われた。クランクインは2023年11月17日、撮影期間は約4ヶ月半で、クランクアップは2024年3月末であった。その半年後、結末のモノローグが収録された。
2024年1月24日、撮影最中に実写映像化が発表された。同年11月17日、ワールドプレミアが行われ、主演で、アクア役の櫻井海音、アイ役の齋藤飛鳥、ルビー役の齊藤なぎさ、かな役の原菜乃華、あかね役の茅島みずき、MEMちょ役のあの、斉藤ミヤコ役の倉科カナ、五反田泰志役の金子ノブアキ、鏑木勝也役の要潤、斉藤壱護役の吉田鋼太郎、スミス監督、松本花奈監督ら総勢12名が登壇した。
2024年11月28日21時からドラマシリーズ第1話から第6話まで、12月5日21時より第7話および第8話がAmazon Prime Videoにて世界200カ国で配信され、映画が『【推しの子】-The Final Act-』のタイトルで、12月20日より東映配給にて300を超える劇場で公開されたのち、世界51カ国で公開が予定されている。
2024年12月27日、日本のAmazonオリジナル作品で歴代1位の月間視聴数を記録。
2024年12月、『【推しの子】 -The Final Act-』は、公開初週の映画動員ランキングで7位にランクインした。
2025年1月21日、『【推しの子】 -The Final Act-』で星野アイを演じた齋藤飛鳥は「第48回日本アカデミー賞」で新人俳優賞を受賞した。
2025年4月18日より、『【推しの子】-The Final Act-』がAmazon Prime Videoにて配信開始、世界配信は同年初夏予定。
2025年7月12日、「丸の内TOEI」閉館に伴い『【推しの子】-The Final Act-』撮影会場の一つ「丸の内TOEI①」で再上映、櫻井海音・齊藤なぎさ・原菜乃華・茅島みずきによる舞台挨拶が実施された。

## キャスト
- アクア（星野愛久愛海） - 櫻井海音（幼少期：岩川晴）
- アイ（星野アイ） - 齋藤飛鳥
- ルビー（星野瑠美衣） - 齊藤なぎさ（幼少期：斉藤柚奈）
- 有馬かな - 原菜乃華（幼少期：永瀬ゆずな）
- 黒川あかね（黒川茜） - 茅島みずき（幼少期：磯村アメリ）
- MEMちょ - あの
- 雨宮吾郎 - 成田凌
- リョースケ - 杢代和人
- 五反田泰志 - 金子ノブアキ
- 斉藤ミヤコ - 倉科カナ
- 斉藤壱護 - 吉田鋼太郎
- 天童寺さりな - 稲垣来泉
- 川村恵理子 - 濱田マリ
- 初代「B小町」メンバー - 酒井唯菜、兼清萌々香、齋藤茉日、中野あいみ
- 鷲見ゆき - なえなの
- 熊野ノブユキ - 柊太朗
- 森本ケンゴ - 黒田昊夢
- 吉祥寺頼子 - 安達祐実
- 鏑木勝也 - 要潤
- 鳴嶋メルト - 簡秀吉
- アネモネ・モネモネ - 石井杏奈
- ヒムラ - 竹財輝之助
- 島政則 - 青柳翔
- アザミマコ - 菊地姫奈
- 鮫島アビ子 - 志田未来
- 雷田澄彰 - 中村蒼
- GOA - 戸塚純貴
- 姫川大輝 - 山下幸輝
- 金田一敏郎 - 尾美としのり
- カミキヒカル - 二宮和也（少年時代：黒川想矢）
- 片寄ゆら - 岡田結実
- 監督（「今日は甘口で」） - 森田甘路
- 五反田の母 - 松本海希
- らら（リブ） - 十味
- ぴえヨン - 野田クリスタル（マヂカルラブリー）
- ディレクター（「今からガチ恋始めます」） - 渋谷謙人
- あかねの母 - 黒沢あすか
- 小清水大地（TV局P） - 宮川一朗太
- 川口孝助（「東京ブレイド」助監督） - 緒形敦
- 鴨志田朔夜 - 郷馬健太郎
- 板野一彦（「週刊芸能実話」） - 矢柴俊博
- 姫川愛梨 - 片山萌美
- 上原清十郎 - 渋江譲二
- 星野あゆみ（アイの母） - 剛力彩芽
- 不知火フリル（「15年の嘘」アイ役キャスティング候補） - 渋谷凪咲
- 司会者（「深堀れ☆ワンチャン!!」） - 宮下兼史鷹（宮下草薙）

## スタッフ
- 原作 - 赤坂アカ×横槍メンゴ「【推しの子】」（集英社 ヤングジャンプコミックス刊）
- 企画・プロデュース - 井元隆佑
- 音楽 - fox capture plan

### 配信ドラマ
- 制作 - 東映
- 配信 - Amazon Prime Video

| 話数  | 脚本                | 監督     | 主題歌                          |
| ----- | ------------------- | -------- | ------------------------------- |
| 第1話 | 北川亜矢子          | スミス   | MY FIRST STORY『アクマ』        |
| 第2話 | 北川亜矢子          | スミス   | ロクデナシ『草々不一』          |
| 第3話 | 北川亜矢子          | 松本花奈 | Da-iCE『オレンジユース』        |
| 第4話 | 北川亜矢子          | 井元隆佑 | I's『Past die Future』          |
| 第5話 | 北川亜矢子          | スミス   | ヤバイTシャツ屋さん『ええがな』 |
| 第6話 | 北川亜矢子          | スミス   | WANIMA『爛々ラプソディ』        |
| 第7話 | 北川亜矢子 井元隆佑 | 松本花奈 | 水曜日のカンパネラ『動く点P』   |
| 第8話 | 北川亜矢子          | スミス   | 梅田サイファー『REVENGE』       |

### 映画
- 監督 - スミス
- 脚本 - 北川亜矢子
- 製作 - 吉村文雄
- プロジェクト統括 - 出目宏
- エグゼクティブプロデューサー - 柳迫成彦
- プロデューサー - 峠本悠悟
- 音楽プロデューサー - 津島玄一、本谷侑紀
- 劇中歌プロデュース - 屋代陽平、山本秀哉、田中萌々絵(Echoes／ソニー・ミュージックエンタテインメント)
- 宣伝プロデューサー - 寺嶋将吾
- 撮影 - 奥平功
- 美術 - 神田諭
- 照明 - 渡邊良平
- 装飾 - 神戸信次
- 録音 - 藤丸和徳
- 音響効果 - 大河原将
- 整音 - 石井秀明
- 選曲 - 本谷侑紀
- 編集 - 小野寺絵美
- スクリプター - 松澤一美
- スタイリスト・衣装デザイン - 石橋万里
- アイドル衣装デザイン - 成田あやの
- ヘアメイク - 光野ひとみ
- コレオグラファー - yurinasia
- キャスティングプロデューサー - 伊藤由夏
- 助監督 - 川口浩史、宮﨑剛
- プロダクションマネージャー - 椋樹弘尚
- ラインプロデューサー - 曽根晋
- 俳優統括 - 福岡康裕
- プロダクション統括 - 木次谷良助
- 制作プロダクション - 東映東京撮影所
- 配給 - 東映

## 音楽
劇中歌として、初代「B小町」および新生「B小町」が歌唱およびパフォーマンスを行っている。
初代「B小町」は、配信ドラマで「サインはB」（歌唱：齋藤飛鳥、 秋山実咲、石橋桃、木村真悠、山田京奈）、映画で「我ら完全無敵のアイドル!!」（パフォーマンス：齋藤飛鳥、酒井唯菜、兼清萌々香、齋藤茉日、中野あいみ）のライブ歌唱映像がある。劇中歌のボーカルディレクションは田仲圭太。
新生「B小町」（歌唱・パフォーマンス：齊藤なぎさ、原菜乃華、あの）は、「我ら完全無敵のアイドル!!」のライブ歌唱映像が配信ドラマ内で披露されている（「Rising Spotlight」作／編曲：田仲圭太 から始まる）。「トワイライト」のMVは、劇中ではアネモネが監督をしたことになっているが、実際にYouTubeにアップされているものは松本花奈が監督である。「SHINING SONG」は、2024年12月27日、ミュージックステーションスーパーライブ2024で「我ら完全無敵のアイドル!!」冒頭から始まるスペシャルバージョンとして披露された。一方、「サインはB」のライブ歌唱映像は本編未収録だがYouTube公式アカウントにて公開されており、アニメ版に存在した「STAR☆T☆RAIN」は劇中でのルビーによる言及のみ存在する。

### 配信ドラマ主題歌
主題歌は毎話変わる。
- 第1話 - MY FIRST STORY『アクマ』（INTACT RECORDS）
- 第2話 - ロクデナシ『草々不一』（ビクターエンタテインメント）
- 第3話 - Da-iCE『オレンジユース』（avex trax）
- 第4話 - I's『Past die Future』（TOY’S FACTORY / Nyang Nyang Records）
- 第5話 - ヤバイTシャツ屋さん『ええがな』（ユニバーサルシグマ / BADASS）
- 第6話 - WANIMA『爛々ラプソディ』（unBORDE / Warner Music Japan）
- 第7話 - 水曜日のカンパネラ『動く点P』（Atlantic Japan / Warner Music Japan）
- 第8話 - 梅田サイファー『REVENGE』（Sony Music Labels Inc.）

### 映画
- エンディング曲 - B小町『SHINING SONG』 - 「B小町」メンバー役の齊藤なぎさ、原菜乃華、あのが特に好きな曲である[42]。冒頭が、エンディングではルビー（齊藤なぎさ）からだが、劇中ではセンターの有馬かな（原菜乃華）による歌唱から始まる[43][44]。

### ディスコグラフィー

#### デジタルシングル
劇中ユニット「B小町」（齊藤なぎさ、原菜乃華、あの）による配信楽曲。
|     | 発売日         | タイトル                 | レーベル         |
| --- | -------------- | ------------------------ | ---------------- |
| 1st | 2024年10月19日 | 我ら完全無敵のアイドル!! | Rambling RECORDS |
| 2nd | 2024年11月4日  | トワイライト             | Rambling RECORDS |

#### ミニアルバム
劇中ユニット「B小町」（齊藤なぎさ、原菜乃華、あの）による楽曲。
| 発売日         | タイトル     | 収録曲 | 規格 | 規格      | レーベル         |
| -------------- | ------------ | --- | ---- | --------- | ---------------- |
| 2024年12月18日 | SHINING SONG | 1. SHINING SONG - 作詞：田仲圭太／作曲・編曲：田仲圭太、齊藤美咲 2. 我ら完全無敵のアイドル!! - 作詞・作曲・編曲：ふるーり 3. トワイライト - 作詞・作曲・編曲：SEE 4. サインはB（ドラマver.） - 作詞・作曲：大石昌良 編曲：田仲圭太 | CD   | RBCP-3569 | Rambling RECORDS |
| 2024年12月18日 | SHINING SONG | 1. SHINING SONG - 作詞：田仲圭太／作曲・編曲：田仲圭太、齊藤美咲 2. 我ら完全無敵のアイドル!! - 作詞・作曲・編曲：ふるーり 3. トワイライト - 作詞・作曲・編曲：SEE 4. サインはB（ドラマver.） - 作詞・作曲：大石昌良 編曲：田仲圭太 | 配信 |           | Rambling RECORDS |

#### サウンドトラック
fox capture planが音楽を担当。
| 発売日         | タイトル                                                       | 収録曲 | 規格 | 規格      | レーベル         |
| -------------- | -------------------------------------------------------------- | ------ | ---- | --------- | ---------------- |
| 2024年10月19日 | ドラマ『【推しの子】』 オリジナルサウンドトラック先行配信版    | 全6曲  | 配信 | 配信      | Rambling RECORDS |
| 2024年12月11日 | オリジナル・サウンドトラック ドラマ「【推しの子】」            | 全42曲 | CD   | RBCP-3567 | Rambling RECORDS |
| 2025年1月8日   | 「【推しの子】 - The Final Act -」オリジナル・サウンドトラック | 全46曲 | CD   | RBCP-3568 | Rambling RECORDS |

## キャスティング
両親が芸能人である櫻井海音を座長としてアクア役に、乃木坂46でセンターを務めた元アイドルの齋藤飛鳥をアイ役に、子役出身で実力派とされる有馬かな役に同様に元子役で実力派とされる原菜乃華、「＝LOVE」でセンターを務めたことのある元アイドルでルビーと性格が似ている齊藤なぎさ、元アイドルでソロアーティストとして知名度が高い あのをインフルエンサーのMEM役に、劇中劇の恋愛リアリティーショーにも恋愛リアリティーショー出演経験者たちなど、キャラクターと共通点のある俳優を起用した。一方で、B小町の3人とは違う空気を持つ、冷静で美しい雰囲気の俳優、若手実力派として、茅島みずきが黒川あかね役に起用された。子役の岩川晴と斉藤柚奈は100人ほどのオーディションから選ばれた。
第5話、JIFのシーンでは、以下15組の実際のアイドルグループが協力している。
- ideal peco
- きゅるりんってしてみて
- さっきの女の子、
- さよならステイチューン
- どーぴんぐ疑惑
- #2i2
- #ババババンビ
- PRSMIN
- ベイビークレヨン
- MEWM
- #Mooove!
- may in film
- メタモル!!!
- #よーよーよー
- LADYBABY

## ダンス
B小町の楽曲「我ら完全無敵のアイドル!!」「トワイライト」「SHINING SONG」ともに、yurinasiaによる振り付けである。「サインはB」の振り付けが参考された。
- B小町「我ら完全無敵のアイドル!!」ダンスムービー choreography by #yurinasia - YouTube
- B小町「トワイライト」ダンスムービー choreography by #yurinasia - YouTube
- B小町「SHINING SONG」ダンスムービー choreography by #yurinasia - YouTube [56]

## 撮影
撮影機材にもこだわっており、劇中の時代背景などにも合わせiPhone、GoPro、RED ONEなど、20種類を超えるビデオカメラが使われた。初代「B小町」のライブシーンには、約2300人のエキストラが動員され、そのシーンの撮影は、ライブビデオ制作経験あるスタッフらにより360度、30アングル程度で行われた。

## 撮影協力
- AOI Pro. - 【推しの子】ドラマシリーズタイトルバック[59]
- 株式会社ベクトル - 衣装協力[60]
- 住商モンブラン - 衣装協力[61]
- パンパンチュチュ - 衣装協力[62]

### ロケ地
日野映像支援隊
- 日野中央公園

市原市
- 小湊鐵道上総鶴舞駅
- 古民家
- 白鳥公民館
- 集い広場へいさん（旧平三小学校）
- 加茂橋（高滝湖）
- 水上テラスと釣り広場（高滝湖）

実践女子大学
- 日野キャンパス

多摩市フィルムコミッション
- 多摩センター周辺遊歩道(レンガ坂付近、ゆうゆう橋付近)
- パルテノン大通り

御殿場市フィルムコミッション
- 御胎内清宏園

小山町フィルムコミッション
- 二岡神社

平塚市
- 平塚総合体育館

下仁田町
- ほたる山公園
- 下仁田厚生病院

立川マンション
日本工学院アリーナ

## 原作との違い
本筋に影響がない部分を中心に、再構成や改変された箇所が存在する。特に劇中劇「東京ブレイド」は2.5次元舞台ではなく、月9の連続TVドラマへ変更され（それに伴い、鳴嶋メルトの出番が削られた）、プロデューサーの雷田澄彰、原作者の鮫島アビ子、脚本家のGOAの関係が密に描かれた。また、ツルギ役の女優（本読みでは山本栞が演じる）がケガで撮影初日に降板し、代役としてアクアが雷田に紹介した有馬かなが急遽出演する展開に変わった。
企画・脚本完成は原作完結の1年以上前であり、『【推しの子】 -The Final Act-』終盤の展開にオリジナル要素が多く含まれている。
その他、以下の変更点が存在する。
- 苺プロは、齋藤壱護失踪後に活動を止めていて、齋藤ミヤコがルビーをデビューさせるために再始動させた[78]
- アクア、ルビーとかなの再会は、高校受験前の下見から、登校初日に変更[78]
- ルビーのセリフ「コッテリしたオタの人気を滅茶苦茶稼ぐ」は、有馬かなへ直接言うため「ぶっ飛ばすぞ」と返される[78]
- ぴえヨンは、齋藤ミヤコの知り合いで、苺プロと契約しているわけではない[79]
- アクアがぴえヨン変装で有馬かなに言ったセリフは、ぴえヨンに変装せず、アクアとして伝えた[80]
- 「東京ブレイド」の撮影と放送は、JIFでの新生B小町デビューライブ前後の同時期に変更[80]
- ルビーの同級生である寿みなみ、物語後半に登場したツクヨミやニノが登場しない
- 齋藤壱護と再会したアクアが打ちひしがれ雨に打たれた中、幻影を払おうとして意図せず有馬かなを拒絶してしまった日の夜に、焦った有馬かなは島監督との写真を撮られる[81]
- 本作のキーアイテムの一つであるアクアとルビーに宛てたアイのDVDは15歳ではなく18歳の誕生日に渡すように五反田監督に託されている[78]

『【推しの子】 -The Final Act-』
- 有馬かなの卒業ライブが少し早い時期に行われ、舞台袖からアクアが見守っている[82]
- 劇中映画『15年の嘘』の丸の内TOEI①での舞台挨拶中にカミキによる事件が起こる[82][83]
- 結末のモノローグは、あかねではなく、アクアによる[8]
- 最終シーン、東京ドームでのコンサートには、ルビー1人で立つ

## 評価

### スタッフによる出演者の評価
- 企画・プロデュース：井元隆佑 - 齋藤飛鳥に関し、アイドルとしての一つ一つのポーズの決まり方など、何年も培ってきたものの凄みを見せつけられた。原菜乃華に関し、声が魅力的な特徴もポイント。かなのモノローグが多い脚本で、彼女の声がまさにハマった[48]。
- 撮影：奥平功 - 齋藤飛鳥のパフォーマンスは抜群、本当に伝説のアイドル。原菜乃華は努力と練習を重ね、パフォーマンスは本当にすごかった。成長していく流れを目にしてきたと好評価をしている[57]。
- コレオグラファー：yurinasia - 齋藤飛鳥は、立ち姿や後ろ姿からもオーラを放ち「本当にアイだ」と感じる。振り付けを覚えるのもとても速く、アシスタントも「レベチだ…」と驚くほど。原菜乃華は、ダンスもほぼ未経験ながら原作のかな同様ぐんぐん成長し、見ていて鳥肌が立つほど[54]。

### その他の評価
各メディアが、以下の出演者の演技・パフォーマンスに対して高い評価をしている。
- 齋藤飛鳥[84][85]
- 原菜乃華[86][87][88][89]
- 齊藤なぎさ[90]

## 批評
- とても当事者意識を感じ、リスペクトを持って作っていただけていると感じていた - 赤坂アカ[91]
- 描きたいテーマがちゃんと伝わって表現されている - 横槍メンゴ[92]
- 『東京ブレイド』改変について、実写化する作り手の決意表明となっており、ドラマならではの挑発的な物語となっていた[93]。何より素晴らしかったのが、俳優陣の奮闘である[93]
- 全体的に駆け足で進んでるが、改変・取捨選択には納得感がある[94]
- 構成や脚色が巧みで、原作キャラクター像を尊重したコンセプトにより、ドラマ【推しの子】は当初の実写化批判を払拭する[95]
- アイドル周辺の描写に唸らされた。北川亜矢子の脚本も見事だ[76]
- ドラマは原作漫画を大胆に刈り込んだ上で、重要な部分を残し、エピソードの順番を変更し独自シーンを追加したことで、キャラクターの心理描写をより鮮烈にし、新たな驚きと感動があった[96]
- 最後の1時間はまさにThe Final Actというサブタイトルにふさわしいダイナミックなアクトだった。アイドルに関心を持った経験のない筆者のような観客にさえも、原作から今回の実写化に至る全関係者の熱に浮かされたような異常な情熱が痛いほど伝播した[97]

## ノベライズ
- 著者: 田中創、原作: 赤坂アカ×横槍メンゴ、脚本: 北川亜矢子 『映画ノベライズ【推しの子】-The Final Act-』 集英社〈集英社オレンジ文庫〉、2024年12月20日発売、ISBN 978-4-08-680595-7
- 著者: はのまきみ、原作: 赤坂アカ×横槍メンゴ、脚本: 北川亜矢子 『【推しの子】-The Final Act-映画ノベライズ みらい文庫版』 集英社〈集英社みらい文庫〉、2024年12月20日発売、ISBN 978-4-08-321886-6

## その他
映画『【推しの子】 - The Final Act -』のパンフレットは、24cm四方のビジュアルカード28枚（表紙、原作紹介、映画紹介、ドラマ紹介8枚、ドラマ主題歌紹介カード8枚、キャスト紹介カード9枚）と24ページの冊子『ドラマ&映画【推しの子】徹底解剖BOOK』の組み合わせである。映画だけでなく、ドラマの詳細な解説や劇中歌の歌詞、振り付けや衣装を含めた制作裏話などが掲載されている。